# Rhaebo hypomelas
Bufo hypomelas és una espècie d'amfibi que viu a Colòmbia i l'Equador.
Està amenaçada d'extinció per la pèrdua del seu hàbitat natural.